# Oni (mytologie)

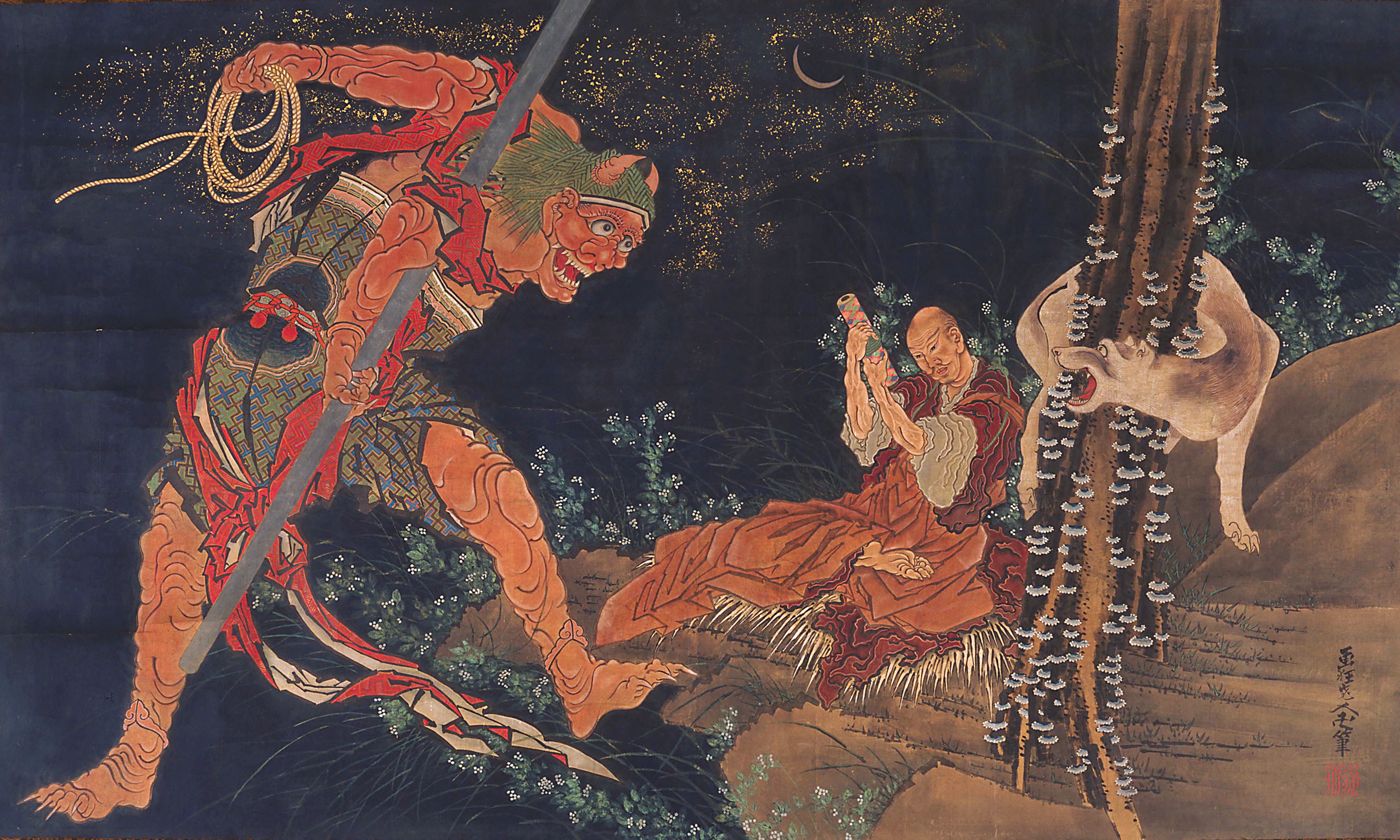
Červený oni ohrožuje mnicha Kúkaie při praktikování tantry. Namaloval Kacušika Hokusai (1760–1849).

Oni (v japonštině 鬼) je označení pro strašidlo (jap. jókai; 妖怪), ducha, démona, orka, obra lidožrouta či něco podobného v japonské mytologii. 

## Popis a původ
Jejich popis je nejednotný, ale většinou jej Japonci vykreslují jako gigantické, ohavné a vysoké postavy s páchnoucím dechem se sklony ke kanibalismu a pojídání lidských duší. Velmi často mají na hlavě dva rohy (mnohdy i z jejich úst trčí růžky jako tesáky) a na rukou ostré drápy, které zřejmě symbolizují jejich zrůdnost a divokost. Často mají svítivé oči a v rukou často drží železný trnitý kyj (jap. kanabó 金棒) podobný tomu evropskému.
Barva jejich kůže je též nejednotná, ale velmi často je červená, modrá nebo zelená. Někdy mají také navíc nějaké prsty nebo třetí oko, ale toto se vyobrazuje jen výjimečně. Svoji moc často čerpají ze žárlivosti či smutku. Proto jsou většinou oni vyobrazováni jako muži, ale také je můžeme najít zobrazené v tělesné podobě. Oniové jsou také známí tím, že mají výraznou chuť na lidské maso a podle pověstí mohou sníst člověka na jedno sousto. Z lidského masa prý získávají životní energii a díky tomu jsou silnější a silnější a někteří mají dle legend i takovou moc, že se mohou proměnit v krásnou bytost, aby nalákali svoji oběť.
Ohledně jejich původu se objevilo mnoho spekulací, ale nejčastěji se uvádí původ v buddhisticko-hinduistických stvořeních jako byly jakšové a rákšasové, kteří byli strážci pekelných bran. A proto i oni jsou často zobrazováni jako strážci pekla (Džigoku), kteří vykonávají rozsudek nad hříšníky a mnohdy je i přímo jedí zaživa. Proto se oni často řadí mezi tzv. hladové duchy (gaki 餓鬼). Nejhorší duše se prý mění v oni a ti pak působí na zemském povrchu mezi lidmi potíže (např. bouře, epidemie, zemětřesení, povodně).

## Moderní kultura
Duchové oni se často ukazují nejen ve své podobě, ale také jako inspirace v moderní kultuře:
- Ve hře Onimusha je založena tematice oniů.
- Japonská série Touhou Project obsahuje několik postav založeno na těchto bytostech (Suika Ibuki, Yuugi Hoshiguma, Kasen Ibaraki).
- Japonská hororová hra Ao Oni, kde některé postavy vapadají jako duchové oni.
- Ve 3. sérii seriálu Vlčí mládě, která se inspiruje v japonské mytologii, se objevují duchové oni v podobě nindžů.
- V sérii Pokémon Electabuzz and Glalie vypadají jako oni.